# Artabazos II
Artabazos II (elamita Irdumasda, persa Artavazdâ, grec antic Αρτάβαζος) era un noble persa que va florir entre el 388 aC i el 325 aC). Va ser sàtrapa de Dascilios o Frígia Hel·lespòntica.
Va néixer prop del 388 aC del matrimoni del seu pare Farnabazos II amb la princesa Apama, filla d'Artaxerxes II de Pèrsia.

## Revolta de Datames
En el regnat d'Artaxerxes II de Pèrsia (404 aC-358 aC) el rei el va enviar contra el rebel Datames, sàtrapa de Capadòcia, però la valentia i la determinació de Datames, el va derrotar, segons Diodor de Sicília.

## Rebel·lió contra Artaxerxes III
Durant el regnat d'Artaxerxes III el 367 aC Artabazos era sàtrapa de la zona occidental d'Àsia Menor, però l'any 356 aC va decidir deixar d'obeir al rei, cosa que va portar a què els sàtrapes dels territoris veïns, fidels a Artaxerxes, li fessin la guerra. En principi va contar amb l'ajuda d'un exèrcit atenenc de mercenaris dirigit per Cares, a qui va pagar molt generosament, i va derrotar l'exèrcit persa el 355 aC en una batalla que Artabazos va anomenar "la segona Marató". El rei de Pèrsia va demanar a Atenes de retirar a Cares si no volien ser atacats, cosa que Atenes va acceptar i Artabazos i el seu petit exèrcit es van haver d'enfrontar sols amb els perses. Llavors va contractar cinc mil tebans dirigits per Pammenes de Tebes, i amb la seva ajuda va aconseguir dues grans victòries. Artaxerxes va aconseguir privar-lo dels seus aliats i va sofrir una derrota l'any 353 aC, a mans del general Autofradates. A la batalla va ser fet presoner. Els rodis Mentor i Memnó, els cunyats d'Artabazos que li havien donat suport, van continuar la lluita amb recolzament de l'atenenc Caridem i van aconseguir la llibertat per Artabazos. Inicialment sembla que va voler seguir la revolta però aviat es va haver de refugiar junt amb els seus cunyats, a la cort de Filip II de Macedònia.

### Exili a Macedònia
Va arribar a Macedònia amb Mentor i Memnó, i va romandre a la cort de Filip II per deu anys. Allí es va trobar amb el príncep Alexandre, el futur rei, i el filòsof Aristòtil. Fou nomenat sàtrapa Arsites, que probablement era fill de Ariobarzanes.

## Retorn a Pèrsia
Mentor de Rodes va fer un gran servei al rei de Pèrsia en la guerra contra el faraó rebel Nectabeu II d'Egipte i en acabar la guerra el 349 aC el rei persa va oferir a Mentor el comandament de les forces contra els sàtrapes rebels de l'Anatòlia. Quan el rei Artaxerxes III li va demanar a Mentor com li podia pagar els serveis, aquest va dir que cridant de l'exili a son germà Memnó i al seu cunyat Artabazos II, que així van poder tornar a Pèrsia el 342 aC. Artabazos II va donar al rei molta informació sobre els plans de Filip II de Macedònia per atacar Pèrsia. El 340 aC va morir Mentor i la seva dona Barsine es va casar amb Memnó.
Des llavor Artabazos II va ser fidel a Darios III de Pèrsia i va estar al costat del rei contra Artaxerxes IV de Pèrsia en la lluita per la successió d'Artaxerxes III de Pèrsia i encara va participar en la batalla d'Arbela o Gaugamela, acompanyant al rei en la fugida i sent-li fidel fins al final. Quan Darios III de Pèrsia va ser arrestat pel sàtrapa de Bactriana Bessos el juliol del 330, tots els nobles locals el van aclamar com a rei i també tots els que havien seguit al rei, amb l'excepció d'Artabazos II i els seus fills (i els seus mercenaris grecs), que van romandre lleials al rei deposat i es van negar a lluitar al costat de Bessos. Unes setmanes després Artabazos II es va rendir a Alexandre a la satrapia d'Hircània. Farnabazos ja coneixia al rei dels seus temps d'exili a Macedònia. Alexandre li va retornar la seva filla Barsine que havia estat feta presonera el 333 aC després de la derrota i mort de Memnó a Cilícia en la lluita contra els macedonis, i que havia tingut un afer amorós amb Alexandre, d'on naixeria Hèracles de Macedònia.
Artabazos va passar a ser conseller d'Alexandre i va dirigir la lluita contra el rebel Satibarzanes a Aria quan Alexandre ja havia sortit cap a Aracòsia i Gandara. Alexandre li va agrair nomenant-lo sàtrapa de Bactriana. Farnabazos va ser un lleial governador i va rebutjar un atac escita a la seva capital. El 328 aC va dirigir, junt amb l'amic d'Alexandre, Hefestió, una operació militar al nord de Sogdiana contra el rebel Espitàmenes. El 327 aC va demanar ser rellevat del govern de la satrapia per la seva avançada edat (uns 62 anys) i Alexandre va acceptar a contracor i el va nomenar governador d'una fortalesa a Sogdiana, un destí molt més tranquil. A aquest lloc Alexandre es va trobar amb Roxana amb la que es va casar, just quant Barsine havia donat a llum al primer fill d'Alexandre, Hèracles. Les reaccions de Farnabazos i Barsine al matrimoni d'Alexandre són desconegudes.
No se sap que va passar amb Artabazos. Alexandre el Gran va honorar els seus fills que van rebre llocs destacats: Copen a l'exèrcit; Farnabazos a la cavalleria. Una germana d'Artabazos, Artacama, es va casar el 324 aC amb el general Ptolemeu, i una filla, Artonis, es va casar amb el secretari reial Èumenes de Cardia; una neta (filla de Mentor i Barsine) de nom desconegut, es va casar amb l'almirall Nearc.
L'any 328 aC Artabazos va renunciar al govern de Bactriana per la seva avançada edat, i la satrapia la va rebre Clitó, un general macedoni. Artabazos va morir poc després.